# 小行星5488
小行星5488（英語：5488 Kiyosato）是一颗围绕太阳公转的小行星。1991年11月13日，大友哲在藤枝市发现了此天体。
这颗小行星的绝对星等为221.25564等。